# Freddie Crawford
Frederick Russell "Freddie" Crawford jr. (Nueva York, Nueva York, 23 de diciembre de 1941) es un exjugador de baloncesto estadounidense que disputó cinco temporadas en la NBA, y tres más en la EPBL. Con 1,93 metros de estatura, jugaba en la posición de base.

## Trayectoria deportiva

### Universidad
Jugó durante tres temporadas con los Bonnies de la Universidad de St. Bonaventure, en las que promedió 22,6 puntos y 10,3 rebotes por partido. Su carrera se vio interrumpida en su segundo año debido a una tuberculosis, que le dejó una temporada completa sin competir. Llevó a su equipo a disputar por primera vez en su historia el Torneo de la NCAA en 1961, en el que alcanzaron la Final Four, logrando la tercera posición tras derrotar a Princeton en el partido de consolación, con 16 puntos de Crawford.

### Profesional
Fue elegido en la vigésimo octava posición del Draft de la NBA de 1964 por New York Knicks, pero no jugó en el equipo hasta bien avanzada la temporada 1966-67, compitiendo mientras tanto en la EPBL, donde ganó dos campeonatos.
Mediada la temporada 1967-68 es traspasado a Los Angeles Lakers, donde en su primera temporada lograría sus mejores números como profesional, promediando 10,3 puntos y 2,9 rebotes por partido, además de disputar por primera vez unas Finales de la NBA, en las que caerían ante Boston Celtics, situación que se repetiría al año siguiente.
En 1969 es traspasado a Milwaukee Bucks, quienes al año siguiente no lo protegen, entrando en el Draft de Expansión por la llegada de nuevos equipos a la liga, siendo elegido por Buffalo Braves, quienes a su vez, mediada la temporada lo traspasan a Philadelphia 76ers, donde pondría fin a su carrera profesional.

## Estadísticas de su carrera en la NBA

### Temporada regular
| Temporada | Edad | Equipo             | Liga | P   | TIT | MIN  | TC  | TCA | %TC  | 3P | 3PA | %3P | TL  | TLA | %TL  | R.OF. | R.DEF. | REB | ASIS | ROB | TAP | PER | FP  | PTS  |
| 1966-67   | 25   | New York Knicks    | NBA  | 19  |     | 10.1 | 2.3 | 6.1 | .379 |    |     |     | 1.3 | 2.0 | .632 |       |        | 2.5 | 0.6  |     |     |     | 2.1 | 5.9  |
| 1967-68   | 26   | TOTAL              | NBA  | 69  |     | 17.1 | 3.2 | 7.3 | .442 |    |     |     | 1.6 | 2.6 | .620 |       |        | 2.8 | 2.0  |     |     |     | 2.5 | 8.1  |
| 1967-68   | 26   | New York Knicks    | NBA  | 31  |     | 13.7 | 2.1 | 5.7 | .367 |    |     |     | 1.2 | 1.9 | .627 |       |        | 2.7 | 1.5  |     |     |     | 2.2 | 5.4  |
| 1967-68   | 26   | Los Angeles Lakers | NBA  | 38  |     | 19.9 | 4.2 | 8.7 | .482 |    |     |     | 1.9 | 3.2 | .617 |       |        | 2.9 | 2.5  |     |     |     | 2.7 | 10.3 |
| 1968-69   | 27   | Los Angeles Lakers | NBA  | 81  |     | 20.9 | 2.6 | 5.6 | .465 |    |     |     | 1.0 | 1.9 | .539 |       |        | 2.7 | 1.9  |     |     |     | 2.8 | 6.2  |
| 1969-70   | 28   | Milwaukee Bucks    | NBA  | 77  |     | 17.3 | 3.2 | 6.6 | .480 |    |     |     | 1.3 | 1.9 | .682 |       |        | 2.4 | 2.9  |     |     |     | 2.4 | 7.6  |
| 1970-71   | 29   | TOTAL              | NBA  | 51  |     | 12.8 | 2.2 | 5.5 | .391 |    |     |     | 0.9 | 1.9 | .490 |       |        | 2.0 | 1.5  |     |     |     | 1.5 | 5.3  |
| 1970-71   | 29   | Buffalo Braves     | NBA  | 15  |     | 13.5 | 2.4 | 7.1 | .340 |    |     |     | 1.1 | 1.7 | .615 |       |        | 2.3 | 1.6  |     |     |     | 1.2 | 5.9  |
| 1970-71   | 29   | Philadelphia 76ers | NBA  | 36  |     | 12.5 | 2.1 | 4.9 | .423 |    |     |     | 0.9 | 2.0 | .444 |       |        | 1.9 | 1.5  |     |     |     | 1.6 | 5.0  |
| Total     |      |                    | NBA  | 297 |     | 17.0 | 2.8 | 6.3 | .446 |    |     |     | 1.2 | 2.1 | .595 |       |        | 2.5 | 2.1  |     |     |     | 2.3 | 6.8  |

### Playoffs
| Temp.   | Edad | Equipo             | Liga | P  | MIN | TCA | TC  | 3PA | 3P | TLA | TL | R.OF. | REB | ASIS | ROB | TAP | PER | FP | PTS | %TC  | %3P | %FT  | MIN  | PTS  | REB | AST |
| 1966-67 | 25   | New York Knicks    | NBA  | 4  | 112 | 31  | 73  |     |    | 6   | 12 |       | 24  | 16   |     |     |     | 16 | 68  | .425 |     | .500 | 28.0 | 17.0 | 6.0 | 4.0 |
| 1967-68 | 26   | Los Angeles Lakers | NBA  | 15 | 257 | 36  | 83  |     |    | 19  | 35 |       | 35  | 16   |     |     |     | 41 | 91  | .434 |     | .543 | 17.1 | 6.1  | 2.3 | 1.1 |
| 1968-69 | 27   | Los Angeles Lakers | NBA  | 5  | 20  | 2   | 4   |     |    | 0   | 1  |       | 3   | 3    |     |     |     | 4  | 4   | .500 |     | .000 | 4.0  | 0.8  | 0.6 | 0.6 |
| 1969-70 | 28   | Milwaukee Bucks    | NBA  | 10 | 208 | 34  | 88  |     |    | 20  | 24 |       | 35  | 37   |     |     |     | 27 | 88  | .386 |     | .833 | 20.8 | 8.8  | 3.5 | 3.7 |
| 1970-71 | 29   | Philadelphia 76ers | NBA  | 1  | 9   | 2   | 4   |     |    | 3   | 4  |       | 0   | 1    |     |     |     | 1  | 7   | .500 |     | .750 | 9.0  | 7.0  | 0.0 | 1.0 |
| Total   |      |                    | NBA  | 35 | 606 | 105 | 252 |     |    | 48  | 76 |       | 97  | 73   |     |     |     | 89 | 258 | .417 |     | .632 | 17.3 | 7.4  | 2.8 | 2.1 |